# Божидар Денда
Божидар Бобо Денда (Котор, 1974), књижевник, филозоф, политиколог и културни посленик, оснивач и први директор Библиотеке за слијепе Црне Горе. 

## Биографија
Одрастао је у Херцег Новом, гдје је завршио основну и средњу школу. Дипломирао је на Филозофском факултету у Београду, одсјек за философију, 2001. године. На Факултету политичких наука у Подгорици магистрирао је 2020, гдје је уписао докторске студије на смјеру Међународни односи. Учествовао је на више десетина међународних научних скупова и аутор је бројних научних радова из области философије и политологије.
У периоду март 1999 – август 2002. радио је као новинар и уредник на радију „Светигора”, Митрополије Црногорско-приморске. Уређивао је и водио ауторску емисију „Звуком до свјетлости” на радију „Антена М” из Подгорице у периоду од 2003. до 2014. године.
Члан је Удружења књижевника Црне Горе и Књижевне заједнице „Мирко Бањевић”. Заступљен је у неколико пјесничких антологија и више тематских зборника. Пише и објављује поезију, есеје, огледе, колумне и стручне приказе. Његови радови су објављивани у домаћим и страним часописима за књижевност и културу, а дјела су му превођена на енглески језик.

## Библиотека за слијепе Црне Горе
Денда је идејни творац, утемељивач и дугогодишњи директор Библиотеке приступачних формата Црне Горе, која је данас препозната као угледна и престижна институција, у кругу 12 националних установа културе Црне Горе. Библиотека је основана као јавна установа у фебруару 2004. Уредбом Владе Црне Горе. Отворена је 4. септембра 2006, а профункционисала је у октобру исте године, управо захваљујући Дендином двоипогодишњем волонтерском ангажману на припреми за њено отварање. Био је предсједник Савеза слијепих Црне Горе и члан Управног одбора Европског савеза слијепих изабран на редовној сједници Генералне скупштине ЕБУ-а крајем октобра 2015. у Лондону.

## Књижевна дјела
• Опроштена вјечност, збирка поезије, Књижевна заједница Херцег Нови, Херцег Нови, 1991.
• Једној успомени на Херцег Нови, збирка поезије, Ободско слово, Штампар Макарије, Херцеговина издаваштво, Подгорица, Београд, Требиње, 2016.
• Бошко Југовић на Грахову пољу, збирка поезије, Књижевна задруга српског народног вијећа, Подгорица, 2024.

## Награде
• Награда „Марко Миљанов”, највеће књижевно признање УКЦГ, за књигу „Бошко Југовић на Грахову пољу”, 2025.
• Награда „Светосавски златник” Српске књижевне задруге, Подгорица, за исту књигу, 2025.
• Награда „Видовданска повеља” Удружења књижевника Црне Горе, за исту књигу, 2024.
• Награда за „Изврстан есеј” на међународном „ОНКИО” конкурсу за Европу, 2008.
• Награда „Кровови” Радио Новог Сада и књижевног часописа „Кровови”, за најбољу пјесму на омладинском књижевном конкурсу, 1992.

## Иницијативе у области културе и медија
Денда је идејни творац и оснивач НВО „Културни центар Хомер” (2011), као и аматерског глумачког студија „Хомеровa драмска радионица” (2013), који окупља више глумаца аматера, укључујући и особе оштећеног вида. Денда је такође покретач, утемељивач и један од оснивача Радија „Хомер” из Подгорице (2012), првог радија у Црној Гори, посвећеног култури и инклузији. Био је уредник тог радија дужи низ година.